# Szaadai csata
A szaadai csata egy 2011. márciusban a hútik és az Ali Abdullah Száleh elnökhöz hű erők között az északi Szaada városában vívott harc volt. 
2011. februárban az egyiptomi nílusi és a tunéziai jázminos forradalom után az arab tavasz több országra, így Jemenre s átterjedt. A hútik támogatásukról biztosították a 2011–2012-es jemeni forradalomban Száleh ellen tüntető tömegeket, és a tüntetések 10. napján egy sor húti-támogató csatlakozott a tüntetésekhez. Februárban és márciusban többször is tartottak Szadaában az óváros kapuitól a Száleh biztonságát őrző biztonságiak barakkjaiig vonuló több száz fős meneteket.
A húti harcosok március 19-én vonultak be a városba, ahol állítólag több házat felgyújtottak, és a megmozdulásuk több polgári lakos életét követelte. Heves konfliktus alakult ki a kormányzat oldalán álló Uthman Mujalli sejk vezette az abdin törzsekkel szemben, melynek során 45  embert megöltek, és 13 házat leromboltak. Ezután a hútik megtámadták a városra látását biztosító Telmus katonai létesítményt, ahol több automata fegyvert, aknavetőt, más fegyvereket és tankokat foglaltak le. A harcokban a hútiknak volt domináns szerepük, felgyújtották Sheikh Mujalli házát, mindenét megsemmisítették, és 16 autót zsákmányoltak. Taha Hajer, Szaada kormányzója ezek után Szanaába menekült, a rendőrök elhagyták állomáshelyeiket, ezek után pedig a szaadai katonai központok vezetői a teljes laktanyát, azok katonai felszereléséve együtt átadták a húti csoportoknak. Március 27-én azt mondták, a teljes város az ellenőrzésük alá került, ők üzemeltetik a kormányzati ellátórendszert, az ő kezükön vannak az ellenőrző pontok, és a város összes bejáratát ők felügyelték.
Március 26-án a hútik szárazföldi parancsnoka – Abu Ali – Fares Mana'at, a Közel-Kelet egyik legbefolyásosabb fegyverkereskedőjét, Száleh egyik szövetségesét nevezte ki Szaada kormányzójává. Mana'a, miután Száleh őt több hónapra Szanaában bebörtönözte, szakított a vezetővel, és kilépett a kormányzó Általános Népi Kongresszus pártjából, hogy több prominens szadaai politikussal együtt csatlakozhasson a hútikhoz. Később a hútik bejelentették, hogy a jemeni kormánytól teljesen független közigazgatást vezetnek be, amely a felkelőkből, helyi lakosokból és visszavonult katonai parancsnokokból áll.
Szaada húti átvétele másfél évnyi viszonylagos biztonságot és stabilitást hozott a kormányzóság életébe.

## Lásd még

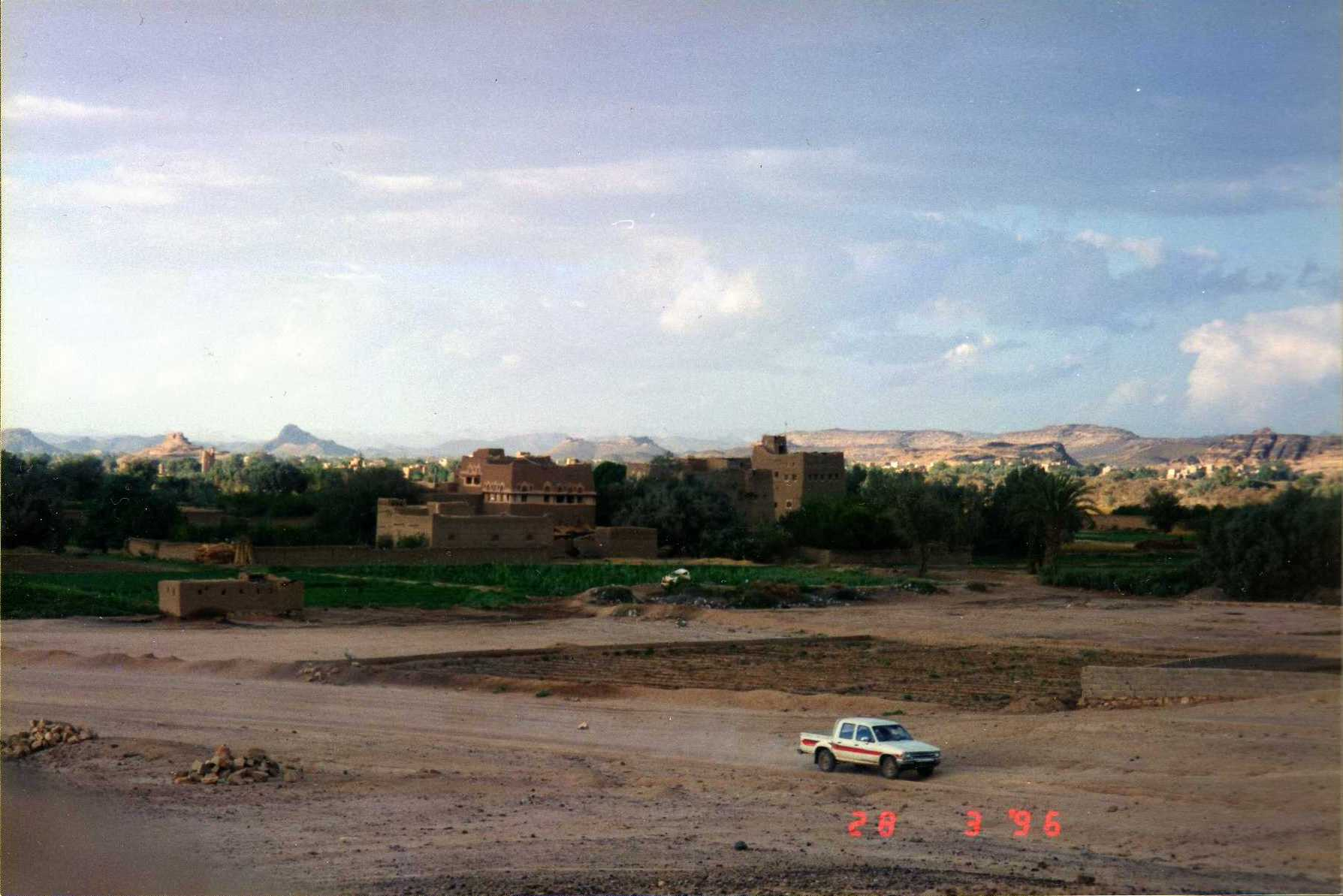
Szaada városa